# Jardín Botánico de Ballarat
El Jardín Botánico de Ballarat, (inglés: Ballarat Botanical Gardens o Ballarat Botanical Gardens Reserve) es un jardín botánico y arboreto Ballarat, Victoria, Australia, en la orilla del lago Wendouree. Tiene una extensión de 40 ha de jardines paisajistas. 
El código de identificación internacional del "Ballarat Botanical Gardens" como miembro del "Botanic Gardens Conservation Internacional" (BGCI), así como las siglas de su herbario es LEGNF.

## Localización e información

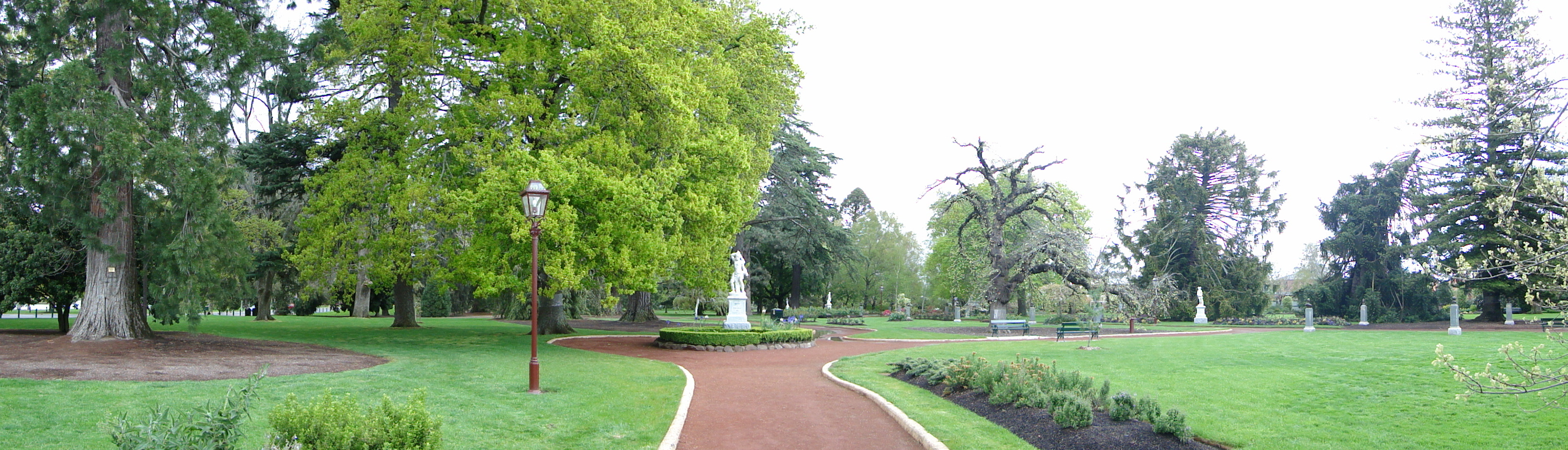
Ballarat Botanical Gardens.

Ballarat Botanical Gardens c/o Horticultural Officer City of Ballarat, PO Box 655,
Ballarat Victoria 3353 Australia.
Planos y vistas satelitales.37°32′48″S 143°49′20″E / -37.54667, 143.82222
El jardín botánico está abierto todos los días del año.

## Historia
Fue creado en el año 1857.
Una colección de bustos de bronce de todos los primeros ministros australianos se encuentra en la magnífica "Horse Chestnut Avenue". Uno de los fundadores de La federación era Alfred Deakin quién fue el primer miembro federal Ballarat y el segundo primer ministro.
El jardín botánico celebró su sesquicentenario (150 años de antigüedad) en el 2007.

## Colecciones
El jardín botánico abarca una extensión de 40 hectáreas en el que el 10 % de la colección es flora australiana.
Se encuentra dividido en tres zonas diferenciadas:
- Reserva Central del jardín botánico en estilo 'gardenesque' de los jardines de paseo Victorianos.
- Parque abierto conocido como "North and South Gardens".
- Gran exposición floral, siendo de destacar entre las especies cultivadas Begonia tuberhybrida.

El jardín tiene una gran estructura moderna de invernadero.
Entre las estructuras que adornan el jardín se encuentra el monumento en recuerdo del Ex-POW de la guerra, y el pabellón de la estatuaria de la herencia, con la colección de estatuas Stoddart de doce figuras de mármol blancas, que fueron vueltaa a colocar en sus pedestales originales de 1884 en marzo del 2010.
En el South Gardens se encuentra el monumento de los Ex Prisioneros de guerra australianos.